# Leopoldo Río de la Loza
Leopoldo Río de la Loza Guillén (Ciudad de México, 6 de noviembre de 1807 - Ibídem, 2 de mayo de 1876) fue un científico mexicano. Es recordado por sus contribuciones en el campo de la química y la farmacia, y por el papel relevante que tuvo durante la epidemia de cólera en 1833, así como por ser el primer mexicano en obtener en el laboratorio oxígeno, anhídrido carbónico y nitrógeno.

## Biografía
Nació el 6 de noviembre de 1807 en la Ciudad de México en el seno de una familia humilde. Su padre, Mariano, era dueño de una pequeña empresa de productos químicos.
En 1815, mientras su padre preparaba bicloruro de mercurio, ocurrió un accidente que produjo un incendio, producto del cual don Mariano falleció y Leopoldo Río quedó con secuelas respiratorias de por vida debido a la inhalación de los vapores tóxicos.
En 1827 contrae matrimonio con Magdalena Valderrama, de quién enviudó. Posteriormente, en 1854, contrae matrimonio con la joven Valenta Miranda, 24 años menor que él. Dos de sus hijos fueron relevantes en la farmacéutica mexicana: Maximino y Francisco.
Realizó estudios en el Colegio de San Ildefonso, después de concluir, se inscribió en la Escuela de Cirugía, donde cursó la materia de botánica que impartía el profesor Vicente Cervantes.
También tomó clases de mineralogía con Andrés Manuel del Río, así como de química con Manuel Cotero. En 1833 obtuvo los grados académicos de médico, cirujano y farmacéutico, justo en el año que la cólera se propagó en México, descubierta en 1817, despertó su interés científico, no obstante que la mayoría de la población la consideraba como un castigo divino por las reformas liberales que afectaban al clero.
Las acciones del gobierno fueron inmediatas al solicitar la ayuda de los mejores farmacéuticos y médicos de ese de tiempo, destacando Leopoldo Río de la Loza, quien recientemente había egresado, siendo su papel fue determinante en el combate a esta enfermedad.
Sobresaliente como profesor, promovió la aplicación de la química en distintas disciplinas que mantenían alguna relación.
Así, exploró en los campos de la medicina, la farmacia y la agricultura. Transmitió sus conocimientos en la Escuela Nacional de Medicina y el Colegio de Minería.
Durante la invasión estadounidense en 1847 formó una compañía médico militar para defender la ciudad, que se integró por profesores y estudiantes de la Escuela de Medicina. Pese a tener una formación científica, también se desempeñó en la milicia, participando en varios combates donde se unió al batallón Hidalgo, en el que confluyeron abogados, artesanos, empresarios y jóvenes.

## Docencia
Leopoldo Río de la Loza dedicó gran parte de su vida a la docencia, dónde difundió el uso de la química en profesiones no relacionadas con la minería, como son la medicina, la farmacia y la agricultura, lo cual condujo a innovaciones en la enseñanza de estos campos.
- En la Escuela de Medicina ocupó la cátedra de química médica (entre 1843 y 1867) y a partir de 1868 se hizo cargo de la de análisis químico cualitativo y cuantitativo. Luego ocupó la dirección de esta escuela entre 1869 y 1873.
- En 1845, en la revista El Ateneo Mexicano impartió un curso de química dirigido al público en general.
- En el mismo año desempeñó la cátedra de química con aplicación a las artes y a la agricultura en el Gimnasio Industrial.
- En 1854 fue incorporado al Claustro de Filosofía y al Claustro de Medicina, en la Sección de Farmacia, de la Real y Pontificia Universidad de México.
- En 1856, impartió lecciones de química a los alumnos de la Escuela Industrial de Artes y Oficios. También se encargó de la formación química de los alumnos de arquitectura e ingeniería civil de la Academia de San Carlos.
- Desde 1854, después de impartir clases de química en el Colegio de San Gregorio, hasta 1861, ocupó en la Escuela Nacional de Agricultura las cátedras de química aplicada y la primera de agricultura, asumiendo la dirección de 1856 a 1861.
- Por último, participó en la Escuela Nacional Preparatoria, institución modernizadora de la educación nacional, donde fue nombrado catedrático de química general y nacional, clase comprendida en el cuarto año de los estudios preparatorios de las carreras de ingeniero, arquitecto, ensayador y beneficiador de metales, médico, farmacéutico, agricultor y veterinario.[2]

## Logros científicos
En su faceta experimental, uno de sus mayores logros fue el aislamiento en el laboratorio que hizo de sustancias naturales como el oxígeno, el anhídrido carbónico y el nitrógeno, con ello se convirtió en el primer científico mexicano en realizar tal proeza. También estudió los vegetales y sus componentes.
Su contribución en el campo científico, le mereció en 1856 la Medalla de Primera Clase de la Sociedad Universal Protectora de las Artes Industriales de Londres, por la caracterización del ácido pipitzoico o piptzaohico.
Mermado en salud por el percance que tuvo en 1819, su estado físico fue decayendo al grado de no poder realizar sus actividades, Río de la Loza murió en la Ciudad de México, y tal como era su voluntad, sus restos fueron sepultados de manera discreta, en una fosa de segunda clase, en el Panteón Dolores.

## Reconocimientos
En la Ciudad de México, una avenida de la colonia Doctores y una escuela particular llevan su nombre: "Dr. Río de la Loza".[cita requerida]